# Astyanax elachylepis
Astyanax elachylepis, popularmente conhecido como piaba, lambari, lambari-prateada, piaba-do-rabo-vermelho-amarelo, pe’aumrãtãhi (Xavante), é uma espécie de peixe caracídeo, pertencente ao gênero Astyanax. É endêmica ao Brasil, ocorrendo nos estados de Mato Grosso, Pará, Amazonas, Goiás e Tocantins.

## Descrição
Espécie de peixe de água doce que pertence à família Characidae, a mesma família das piranhas e dos lambaris foi descrita pela primeira vez por Bertaco & Lucinda em 2005.

## Características[3]
Tamanho: geralmente de tamanho pequeno e pode atingir até 14,4 cm de comprimento.
Coloração: corpo prateado com uma mancha escura característica na base da cauda e, como o nome popular sugere, a cauda tem uma combinação de vermelho e amarelo, bem distintiva.
Habitat: riachos e córregos de água doce.
Alimentação: Onívora: insetos, algas,  frutos e sementes que caem na água.

## Etimologia
O nome elachylepis vem do grego elachis:  pequeno, curto; mais lepis: escamas, em referência ao pequeno tamanho das escamas